# Dầu thải

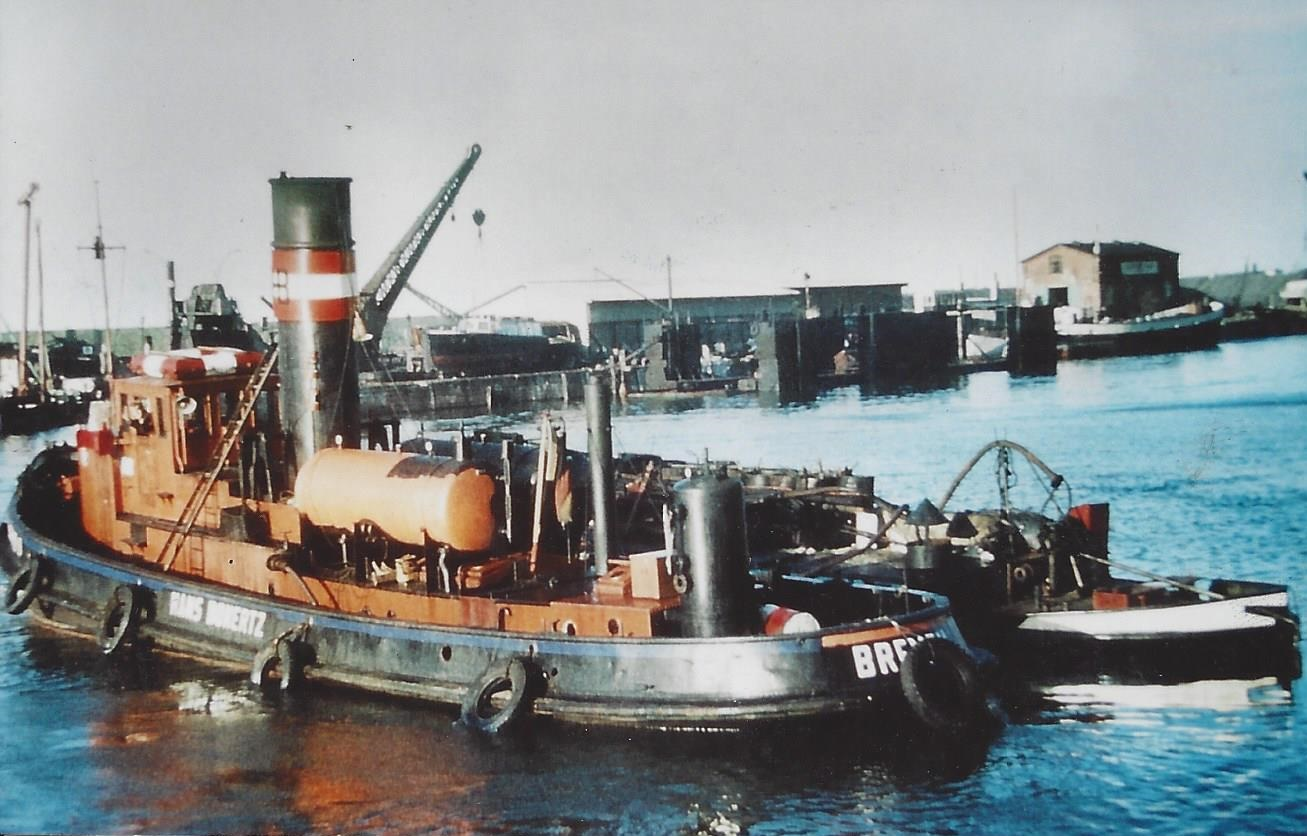
Dầu thải

Dầu thải được định nghĩa là bất kỳ loại dầu có nguồn gốc hoặc dầu tổng hợp nào, thông qua ô nhiễm, đã trở nên không phù hợp với mục đích ban đầu do sự có mặt của tạp chất hoặc mất các đặc tính ban đầu.

## Phân biệt giữa "dầu thải" và "dầu đã qua sử dụng"
EPA Hoa Kỳ định nghĩa thuật ngữ "dầu đã qua sử dụng" là bất kỳ loại dầu mỏ hoặc dầu tổng hợp nào đã được sử dụng và do việc sử dụng đó bị ô nhiễm bởi các tính chất vật lý hoặc hóa học. "Dầu đã qua sử dụng" là một thuật ngữ quy định chính xác. "Dầu thải" là một thuật ngữ chung hơn cho dầu đã bị nhiễm các chất có thể hoặc không nguy hiểm. Bất kỳ loại dầu nào bị nhiễm chất thải nguy hại đều có thể là chất thải nguy hại và nếu vậy, phải được quản lý theo tiêu chuẩn quản lý chất thải nguy hại. Cả dầu đã qua sử dụng và dầu thải đều yêu cầu tái chế hoặc thải bỏ đúng cách để tránh tạo ra vấn đề môi trường.

## Sản phẩm dùng làm dầu thải
Một số ví dụ về các loại sản phẩm mà sau khi sử dụng, có thể được dán nhãn là dầu đã qua sử dụng là: dầu thủy lực, dầu truyền động, dầu phanh, dầu động cơ, dầu cácte, dầu hộp số, dầu tổng hợp, và  dầu nhiên liệu nhóm 1, 2, 3 và 4.

## Xử lý dầu thải
Dầu thải có thể được xử lý theo nhiều cách khác nhau, bao gồm gửi dầu đã qua sử dụng (một số cơ sở được phép xử lý dầu đã sử dụng như nhà để xe địa phương và cơ sở xử lý chất thải tại địa phương), đốt dầu đã qua sử dụng làm nhiên liệu (một số loại dầu đã qua sử dụng không được quy định bởi các tiêu chuẩn của lò đốt, nhưng các loại khác không sử dụng dầu được đặc tả chỉ có thể được đốt trong các lò công nghiệp, nồi hơi nhất định và lò đốt chất thải nguy hại được phép) và tiếp thị dầu đã qua sử dụng (tuyên bố rằng dầu đã qua sử dụng được đốt để thu hồi năng lượng, sau đó nó được chuyển đến một lò đốt dầu đã qua sử dụng để đốt dầu đã sử dụng trong lò công nghiệp hoặc lò hơi đã được phê duyệt). Các loại dầu không có đặc điểm kỹ thuật thường chứa: Asen 5 ppm, Cadmi 2 ppm, Chromi 10 ppm, Chì 100 ppm, Điểm chớp cháy 100°F, tối thiểu (nghĩa là fp phải lớn hơn 100°F), tổng lượng halogen> 4.000 ppm 